# She Knew All the Answers
She Knew All the Answers (bra: Quem Casa com a Noiva?, ou Quem Casa com a Noiva, ou ainda Noiva Roubada) é um filme estadunidense de 1941, do gênero comédia romântica, dirigido por Richard Wallace, com roteiro de Harry Segall, Kenneth Earl e Curtis Kenyon baseado no conto "A Girl's Best Friend", de Jane Allen, publicado na Cosmopolitan em dezembro de 1938.